# ساختمان نیوز کورپ
ساختمان نوز کورپ (انگلیسی: News Corp. Building) همچنین شناخته‌شده با نام ۱۲۱۱ خیابان آمریکا (به انگلیسی: 1211 Avenue of the Americas) یک آسمان‌خراش در میدتاون منهتن در نیویورک است. سبک معماری این آسمان‌خراش سبک بین‌المللی بوده و اکنون به عنوان مرکز فاکس نیوز یکی از زیرمجموعه‌های نوز کورپ استفاده می‌شود. این ساختمان در سال ۱۹۷۳ به عنوان بخشی از گسترش مرکز راکفلر تکمیل شد.